# ベトナムスケッチ
『ベトナムスケッチ』（Vietnam Sketch Travel & Life Guidebook）は、2000年(平成12年)4月に創刊された、ベトナム最初の日本語フリーペーパー。発行元はSketch Co., Ltd.。毎月1日発行。

## 概要
日本からの旅行者および現地在住日本人を対象に、ベトナム全土の見どころ、ホテル、レストラン、ブティックなどの観光情報や、ベトナム文化情報、生活情報を提供している月刊の日本語情報誌。ウェブサイト（www.vietnam-sketch.com）に本誌の全記事を掲載。
制作スタッフが全員現地在住である強みを生かし、ディープかつ最新の情報を提供している。雑誌は旅行者へ直接手渡されるほか、現地にある日系企業、有名ホテルやレストラン、ショップ、スパなど、2000カ所以上に無料配布。ベトナムで手に入れられる日本語情報誌として、高い知名度と人気を誇っている。
2000年4月に創刊。在ベトナム日系旅行会社大手のエーペックスベトナムトラベル株式会社（APEX Vietnam Travel Corporation.）が現地手配をするツアー客を中心にサービスとして配布するフリーペーパーとして開始。
2009年9月号より、カラオケバーやラウンジの広告に特化した別冊『エンタメ』を創刊。
2011年11月号より、判型を従来のA5判からB5判に拡大し、全面的に誌面を改訂。
2013年5月21日より、編集部が「Sketch Co., Ltd.」として法人化。
- 創刊：2000年4月
- 発行元：スケッチ有限会社（Sketch Co., Ltd.）
- 発行日：毎月1日発行（月1回）
- 仕様：B5判変型、フルカラー
- 発行部数：25,000部（変動あり）
- 配布場所：在ベトナム日系企業に郵送。ハノイ、ホーチミン市、フエ、ダナン、ホイアン、ニャチャン、ムイネーほか、ベトナム全土のレストラン・ショップ・ホテルなどで無料配布。その他、日本国内の有名ベトナム料理店への配布ほか、一部書店で販売。
- 判型/ページ数：B5判、フルカラー/全200ページ（変動あり）

### 誌面構成
●巻頭特集
　生活・文化・旅行・食などをテーマに、独自に企画・取材・編集
●特別インタビュー
　ベトナムを訪れた著名人のインタビュー記事（不定期）
＜エリア情報＞

●全国の出来事
　ベトナム各地で開催されたイベントのニュース
●北部タウンページ
　エリア特集、新店舗情報、新着情報、店舗レビュー（日本料理、アジア・西洋料理、ショップ、ビューティー、住宅）
●中部タウンページ
　新店舗情報、ホテル新着＆イベント情報、その他新着情報、ホテルレビュー
●南部タウンページ
　エリア特集、新店舗情報、新着情報、店舗レビュー（日本料理、アジア・西洋料理、ショップ、ビューティー、住宅）
●レギュラーコラム
　・ベトナムの日本人：ベトナムと深く関わる在住日本人の紹介。185回以上続く連載
　・ベトナムふしぎ発見！：ベトナム人編集者による記事
　・パペット劇場：水上人形劇の演目と関連する文化を紹介
　・ベトナム歴史ストリート：通り名になっている人物や歴史上の出来事をディープに解説
　・子どもの学び舎：FFSCストリートチルドレン施設訪問記
　・ベトナムニュース解説：TOHO社による現地ニュースの解説
　・ちぇりのすぐウマ★ダンディーの酒ツマ：現地食材を使ったレシピ
　・人生相談29屋にきけ！　フォー!!!!
　・スケッチレポート：サークル活動紹介
　・全国サークルリスト：スポーツ、県人会、同窓会、同年会などを幅広く網羅
●旅・生活の基本情報
　・メディカルトーク：現地で役立つ医療コラム
　・在ベトナム日本国大使館＆在ホーチミン日本国総領事館からのお知らせ：在外選挙、安全情報など
　・全国タクシー会社一覧：安心して利用できるタクシー会社
　・国際線タイムスケジュール
　・空港案内：ハノイ、ホーチミン市の空港マップ